# Arbitro (calcio)

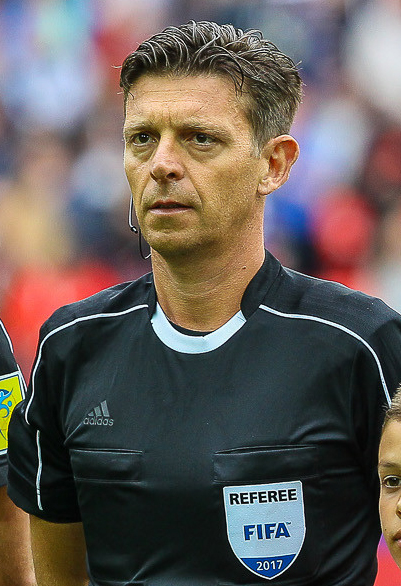
Gianluca Rocchi, ex arbitro di calcio italiano

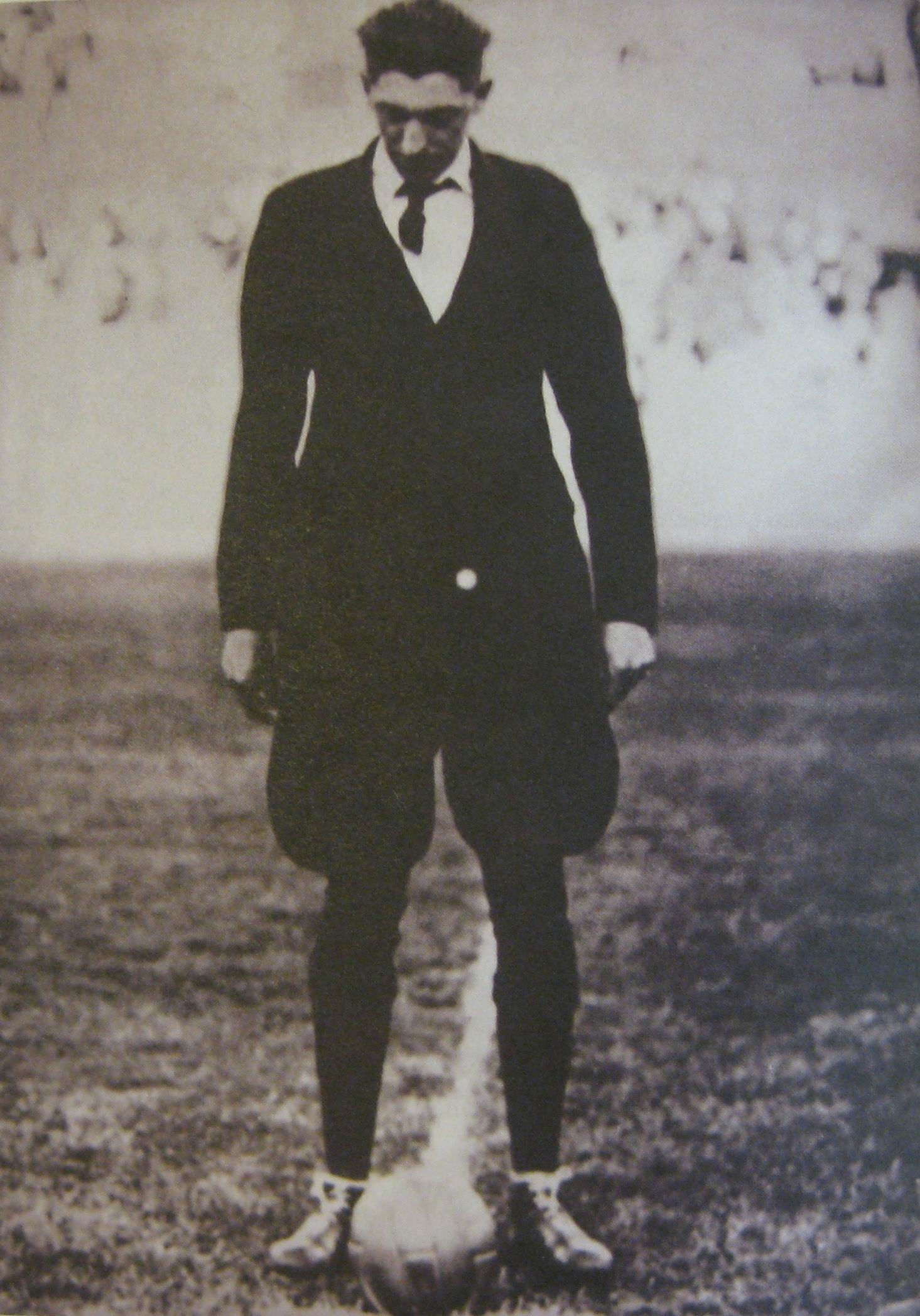
John Langenus, l'arbitro che diresse la prima finale del Mondiale, si noti lo storico abbigliamento da "giacchetta nera"

L'arbitro (anche noto come direttore di gara o giudice di gara) è un ufficiale di gara a cui, negli sport del calcio, del calcio a 5 e del beach soccer, è affidata la direzione della stessa.
Questa figura è colui che durante una partita di calcio, svolta in maniera ufficiale o in ogni caso autorizzata dai competenti enti calcistici, "arbitra", ossia dirige, l'incontro per il quale è stato designato, e assicura che esso si svolga regolarmente nel pieno rispetto delle regole del gioco, stabilite a livello internazionale dall'IFAB, dalla FIFA e a livello minore dalle varie federazioni calcistiche continentali e nazionali.
All'arbitro è conferita tutta l'autorità necessaria per far osservare le regole del gioco nell'ambito della gara che è chiamato a dirigere e controllare in modo imparziale, alla stregua di un pubblico ufficiale.
Classicamente una partita di calcio a 11, viene diretta da 3 ufficiali di gara (Arbitro e due Assistenti), mentre una partita di calcio a 5 da 2 Arbitri e da un Cronometrista.
Il Regolamento del gioco del calcio dedica all'arbitro la Regola 5 e agli altri ufficiali di gara suoi assistenti la Regola 6.

## Storia
Agli albori del gioco del calcio, verso la metà del XIX secolo, le partite si giocavano internamente alle "public school” inglesi e la figura dell'arbitro non esisteva. Le partite infatti venivano "autoarbitrate" dagli stessi calciatori, ed erano i due capitani delle due squadre in campo a dover garantire che la propria squadra rispettasse le regole, avendo anche il potere di "espellere" il calciatore reo di aver violato le stesse. Essi prima dell'avvio si accordavano sulla durata, sulle regole da seguire (ogni scuola aveva le sue regole), sul numero dei giocatori e le misure del campo.
Solo dopo la nascita dei primi campionati veri e propri tra le varie scuole, si rese necessaria la "creazione" dei giudici di gara, figure imparziali, che godessero dell'unanime rispetto e fossero in grado di assumere decisioni insindacabili in caso di dispute, così da stroncare sul nascere ogni possibile dissidio tra i giocatori. Venne così creata copiandola dal cricket, la figura dell'«umpire» (termine che ancora oggi indica l'arbitro di vari sport, come ad esempio il football americano).
Gli umpire erano due per gara e venivano scelti dai capitani delle due squadre, prendevano posto nell'area di rigore, all'altezza della porta, e il loro compito era quello di contare i gol e prendere una decisione nei casi dubbi verificatisi nella metà del campo di loro competenza. Nel 1863, vennero ulteriormente precisate le competenze dell'"umpire": le sue decisioni non potevano essere contestate, a lui era demandato l'annullamento dei gol realizzati irregolarmente e in certe partite (“House Matches”, partite “di casa”, cioè nell'ambito del College) aveva il potere di espellere i giocatori sorpresi a violare intenzionalmente le regole.
Con la nascita della Football Association e la creazione dei primi veri campionati nazionali, venne deciso di creare un terzo giudice di gara, il "referee" (antenato dell'arbitro moderno), con l'ottica di stabilire che le eventuali dispute in campo dovevano essere risolte da tre persone: i due «umpire» e il «referee». Quando si giocava una partita importante, ognuno dei due capitani sceglieva un «umpire»: poi, d'accordo, entrambi designavano un «referee» neutro. Quest'ultimo stazionava fuori dal campo, nei pressi delle due panchine, e interveniva nei casi controversi, cioè le questioni su cui i due “umpire ” non potevano o non volevano decidere dall'interno del terreno di gioco, quindi il «referee» interveniva solo se interpellato, non poteva farlo d'ufficio.
In occasione della FA Cup del 1871, che fu la prima competizione nazionale vera e propria, la Football Association, stabilì che i tre giudici di gara dovevano essere "designati" direttamente dal comitato della competizione e non più "scelti" tra lo staff delle due squadre, e nessuno dei tre poteva essere membro di uno dei due club partecipanti al match, con l'obiettivo che la partita doveva essere "arbitrata" da giudici neutrali.
Nel 1889, si fissarono regole nuove per la direzione delle partite. Il «referee» – sempre stando fuori dal campo – doveva stilare un rapporto della partita, controllare il tempo di gioco, espellere il giocatore che si macchiasse di condotta irregolare (informandone poi l'Association). E per la prima volta nella storia gli veniva riconosciuto il potere di sancire un calcio di punizione anche se nessuno degli «umpire» glielo avesse chiesto, nel caso stimasse pericolosa l'azione di un giocatore.
Una vera "rivoluzione" si ebbe nel 1891 quando la neonata IFAB stabili e creò delle regole comuni per tutte le competizioni (fino ad allora svolte secondo le regole delle singole scuole), quelle che poi divennero le attuali regole. Nel regolamento venne allora stabilita una sorta di rivoluzione copernicana: il «referee» entrava in campo, anzi, diventava l'unico direttore di gara all'interno del terreno di gioco, mentre gli «umpire» ne uscivano, trasformandosi in supervisori delle linee laterali, i futuri assistenti o guardalinee. Vennero dotati di bandierine di segnalazione e il loro compito venne limitato a indicare quando il pallone usciva dal terreno di gioco.
Il "referee" doveva dotarsi di un fischietto, da azionare quando decideva dì intervenire sul gioco, e il suo potere in campo era pressoché assoluto. La nuova regola 12 gli demandava la decisione in tutti i casi dubbi. Redigeva il rapporto, teneva il tempo ufficiale di gara, puniva i colpevoli in caso di condotta antisportiva e decretava l'espulsione dopo un grave fallo di gioco. Poteva sancire un calcio di punizione e, se richiesto, ordinare come punizione un calcio di rigore.
Nel marzo 1893, per migliorare la qualità degli arbitri, Frederick Wall, che da lì a poco sarebbe diventato Segretario della Football Association, fondò a Londra, assieme a W. Pickford, l'Associazione Arbitri, rendendo quindi gli ufficiali di gara "indipendenti" dai club. Lo scopo era allenare i direttori di gara in centri appositi, prepararli per i loro compiti e migliorare anche il loro status, così da trasformarli, nella considerazione generale, da "male necessario" a "servitori del gioco". A compenso del loro lavoro, questi "giudici viaggianti" ricevevano all'epoca il biglietto del treno (di seconda classe); le spese erano rimborsate solo se dovevano dirigere almeno a trenta miglia lontano da casa oppure dovevano pernottate fuori. La paga per la direzione di gara era piuttosto modesta, ma fissava un principio fondamentale; il ruolo dell'arbitro era delicato e decisivo e dunque chi lo ricopriva doveva dare, ma anche pretendere certe garanzie.
Nei primi anni del secolo scorso l'evoluzione andava completandosi, e si osservò la nascita degli attuali giudici di gara: arbitro centrale e i due assistenti.

## Doveri e poteri dell'arbitro
Il compito principale dell'arbitro è quello di controllare e assicurarsi che una partita di calcio si svolga sotto l'osservanza delle regole del gioco, coadiuvato e aiutato, se presenti, da altri ufficiali di gara, in qualità di suoi assistenti, che nella loro forma più classica sono due, denominati dal regolamento assistenti arbitrali, e vanno a formare, con l'arbitro centrale, la cosiddetta terna arbitrale.
Deve altresì assicurarsi che i palloni utilizzati nella gara e l'equipaggiamento dei calciatori rispettino i requisiti previsti dalle regole del gioco.
L'arbitro è inoltre l'unico cronometrista ufficiale della gara (a differenza di altri sport di squadra, come ad esempio la pallacanestro, nel calcio non esiste un cronometrista indipendente) e deve prendere nota degli episodi accaduti nel corso della stessa, per poi a fine gara riportarli sul referto, da inviare al giudice sportivo competente per la categoria.
Può interrompere temporaneamente la gara, sospenderla o interromperla definitivamente a sua discrezione, al verificarsi di ogni infrazione alle regole o a seguito di interferenze esterne, di qualunque genere esse siano. L'arbitro può e deve intervenire su segnalazione dei suoi assistenti per quanto concerne eventi non rilevati personalmente.
Prima della gara deve identificare tutti i calciatori e lo staff tecnico delle società partecipanti, controllando che la "distinta" (un elenco dove sono indicati tutti i tesserati di una società che hanno presentato richiesta di accedere al recinto di gioco) sia correttamente compilata, e deve inoltre far in modo che nessuna persona non autorizzata o non identificata entri nel recinto di gioco; deve sancire la ripresa della gara dopo un'interruzione del gioco; deve inviare alle autorità competenti un rapporto con le informazioni relative a tutti i provvedimenti disciplinari adottati nei confronti dei calciatori e dirigenti, inclusi allenatori, medici, massaggiatori, operatori sanitari e altri collaboratori in genere, e a tutti gli altri incidenti eventualmente accaduti prima, durante e dopo la gara. In base alla regola 5 del Regolamento, l'arbitro assume "potere", quindi ottiene tutta l'autorità necessaria, dal momento in cui giunge presso l'impianto sportivo, e perde tutta l'autorità quando a fine gara lascia definitivamente l'impianto.
Al termine della gara, l'arbitro e, se presenti, gli altri ufficiali, devono compilare un referto ufficiale della gara, annotando con precisione tutti i fatti accaduti durante la stessa (reti segnate, calciatori ammoniti, sostituzioni, periodo di recupero accordato, ecc.), ivi comprese eventuali problematiche intercorse prima, durante o dopo la gara, e comportamenti non consoni allo spirito del "gioco", anche da parte di persone estranee o non tesserate.
Il referto una volta compilato deve essere scannerizzato e spedito via email, PEC, fax o busta sigillata via posta, oppure consegnato a "mano" al giudice sportivo competente territorialmente per la categoria; questo ultimo, tramite la pubblicazione di un comunicato ufficiale (di norma il giovedì nelle gare dilettantistiche regionali e provinciali o il giorno immediatamente successivo alla gara nelle competizioni nazionali), omologa il risultato della gara e decide eventuali sanzioni a carico dei calciatori, dei dirigenti o in toto alle società, per le violazioni delle regole segnalate dall'arbitro nel referto.

### Inappellabilità delle decisioni dell'arbitro
Le decisioni dell'arbitro che si riferiscono ai fatti accaduti durante il gioco sono assolutamente inappellabili; solo lo stesso arbitro può modificarle, solamente a suo insindacabile giudizio, solo nel caso ritenga o si renda conto di aver sbagliato o a seguito della segnalazione di un assistente o del quarto ufficiale che lo porti a ritenere errata una sua decisione prima che il gioco sia stato ripreso e la gara non sia terminata.
Solamente ai capitani delle due squadre è permesso, con assoluta educazione, rivolgersi all'arbitro per chiedere spiegazioni su decisioni da lui prese.

## Arbitraggio delle gare e gli altri ufficiali di gara

La bandierina dell'assistente arbitrale può essere a quadri gialli e rossi oppure interamente gialla

In Italia l'arbitraggio, direzione e controllo della partita da parte dell'arbitro, avviene classicamente nelle competizioni dilettantistiche con la collaborazione di altri due ufficiali, denominati dal regolamento (Regola 6), "assistenti arbitrali" (nella cultura popolare sono noti anche con il termine storico di "guardalinee"), che formano con l'arbitro la cosiddetta "terna arbitrale".
La terna arbitrale opera in pianta stabile a partire dal campionato di Promozione.
Nei campionati professionistici (dalla Serie C in su) e nelle gare dilettantistiche più importanti (ad esempio play off / out, finali, ecc), viene designato, oltre alla terna classica, anche un "quarto ufficiale di gara", chiamato comunemente "quarto uomo", e nelle gare della Serie A può essere designato anche un assistente di riserva, detto anche "quinto uomo".
Le gare dei campionati di vertice italiani (Serie A/Serie B, Coppa Italia) e internazionali, svolte sotto egida FIFA e UEFA, normalmente vedono in pianta stabile la presenza di sei ufficiali di gara (arbitro, assistenti, quarto ufficiale, VAR e AVAR).
A partire dalla stagione sportiva 2009/2010 in aiuto della classica quaterna, nella competizione della UEFA Europa League vengono introdotti e designati in via sperimentale anche ulteriori due assistenti supplementari, detti "assistenti addizionali d'area di rigore": durante la gara per la quale sono stati designati, essi prendono posto nei pressi della linea di porta e hanno il compito di vigilare su quanto accade all'interno dell'area di rigore di loro competenza, specialmente in caso di assegnazione o meno di una rete in casi dubbi (gol fantasma, e/o infrazioni), oppure in caso di infrazioni punibili con un calcio di rigore.
Dalla stagione sportiva successiva essi vengono introdotti anche nella UEFA Champions League e in alcuni campionati nazionali; dalla stagione 2012/2013 gli addizionali d'area vengono introdotti anche in Serie A, dove rimangono ininterrottamente fino alla fine della stagione 2016/2017. Dalla stagione 2017/2018 viene introdotto in Serie A e in varie competizioni internazionali UEFA e FIFA il sistema VAR, e con esso si vede la nascita di due nuovi ufficiali di gara denominati "VAR" e "AVAR"; per tale motivo, e per ragioni di budget, vengono "soppressi" gli assistenti addizionali d'area dopo quasi otto anni dalla loro nascita.
Come già detto nelle gare dei campionati dilettantistici nazionali e regionali (Serie D, Eccellenza e Promozione), le gare vengono di norma dirette dai classici soli tre ufficiali (arbitro e i due assistenti), salvo rari casi, come ad esempio gare di play off/out e finale di Coppa Italia Serie D dove è presente anche il quarto ufficiale.
La terna arbitrale viene anche impiegata per le gare del Settore Giovanile di livello Nazionale (come ad esempio la Primavera).
Invece in tutti gli altri campionati dilettantistici (dalla Prima categoria in giù) organizzati a carattere provinciale, gare amatoriali e nel settore Giovanile e Scolastico regionale e provinciale, è solo l'arbitro a occuparsi dello svolgimento della gara, coadiuvato da due assistenti di parte, ovvero due persone tesserate, una per società partecipante alla gara, che svolgeranno la funzione di assistente dell'arbitro, con l'unico compito di indicare alzando la bandierina quando il pallone abbia interamente superato le linee perimetrali senza indicare a che società spetta la rimessa; la loro presenza per regolamento è obbligatoria.
Gli assistenti di parte "operano" in tutte quelle gare in cui non sia prevista la designazione degli assistenti ufficiali.
La terna arbitrale può essere presente a discrezione del competente organo tecnico anche negli spareggi (play-off-play-out) di Prima Categoria, Seconda Categoria e Terza Categoria, e anche nelle gare del settore giovanile più importanti.
Le segnalazioni degli assistenti arbitrali e di altri ufficiali (quarto uomo, VAR e AVAR), a cui il regolamento dedica la Regola 6, in ogni caso sono esclusivamente a fini regolamentari solamente di "supporto", e quindi spetta solo all'arbitro la scelta finale di prendere in considerazione o meno la segnalazione del suo assistente, e quindi di decidere se interrompere o meno il gioco.
Per quanto concerne il Calcio a 5, a livello dilettantistico (Serie B, C1 e C2) le gare vengono classicamente dirette da 2 Arbitri coadiuvati da un Cronometrista loro assistente.
A livello amatoriale (Serie D e gare giovanili) le gare vengono dirette invece da un solo Arbitro che fungerà anche da cronometrista (come avviene nel calcio A11)
Nelle gare a livello semi professionistico nazionale (Serie A e A2) ed internazionali organizzate dalla UEFA e FIFA (ad es. la UEFA Futsal Champions League), le gare vengono diretta da una quaterna arbitrale formata da 2 Arbitri, un Cronometrista ed un Terzo Arbitro (che avrà funzioni analoghe al Quarto ufficiale del C11).

## Equipaggiamento dell'arbitro
Per assicurare il corretto svolgimento della partita, l'arbitro in campo impiega i seguenti oggetti:
|  | Un cartellino bianco, per sottolineare situazioni di fair play. |
|  | Un cartellino giallo, per ammonire un giocatore colpevole di una scorrettezza passibile di questo provvedimento. |
|  | Un cartellino rosso, per espellere un giocatore colpevole di una scorrettezza grave o ammonito per la seconda volta. |
|  | Un taccuino, per annotare eventuali gol, provvedimenti arbitrali e sostituzioni. |
|  | Un fischietto, per interrompere e far riprendere il gioco. |
|  | Un cronometro, per controllare la durata dei tempi di gioco (in base al regolamento se ne utilizzano due). |
|  | Un auricolare, tramite il quale comunicare con il quarto ufficiale e gli assistenti. |
|  | Una monetina per eseguire il sorteggio iniziale tra i capitani delle due squadre; quello che risulta vincente sceglie, in base al Regolamento, se battere il calcio d'inizio o in quale porta la propria squadra attaccherà. |

## Divise degli ufficiali di gara
Quando il gioco del calcio era ancora ai suoi esordi (primi del Novecento), gli arbitri dirigevano le partite indossando una giacca nera, una camicia bianca e pantaloncini neri stile da "tennis".
Da questo inusuale abbigliamento è nata l'espressione, in uso ancora oggi, di "giacchetta nera", e da tale storica usanza, nei campionati di vertice, regionali, nazionali e internazionali, gli ufficiali di gara si presentano nell'impianto sportivo indossando un abbigliamento composto da una giacca nera, camicia bianca e cravatta nera.
Dal secondo dopoguerra, circa verso la metà degli anni cinquanta, vennero finalmente introdotte le divise anche per gli arbitri e gli altri ufficiali, ed esse erano tradizionalmente nere o di un colore molto scuro, spesso con colletto e polsini bianchi.
Tuttavia, nelle partite della nazionale scozzese la divisa degli ufficiali di gara era solitamente di colore rosso per evitare confusione con le maglie color blu scuro della Scozia.
Solo a partire dalla seconda metà degli anni novanta cominciarono a essere prodotte e utilizzate divise colorate che furono inventate per rendere la sua sagoma inconfondibile rispetto ai colori delle maglie dei calciatori e dei portieri.
Il colore più diffuso tra gli arbitri, oltre al classico nero, è il giallo.

In base al Regolamento i calciatori di entrambe le squadre (portieri compresi) devono indossare divise di colore differente da quella degli ufficiali di gara.

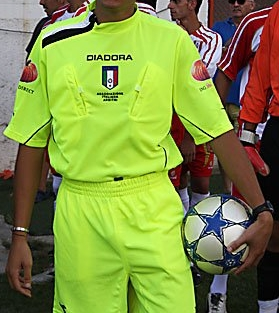
Un arbitro italiano con indosso la divisa arbitrale della stagione sportiva 2006/2007 di colore giallo prodotta dalla Diadora. Si noti sulle maniche il logo dell'allora sponsor dell'AIA Ing Direct.

### Divise degli arbitri italiani
In Italia, le divise che gli arbitri e assistenti associati AIA utilizzano in tutte le gare considerate ufficiali e/o svolte sotto l'egida della FIGC e dei vari sottocomitati, sono state fornite dai primi anni degli anni novanta fino al 30 giugno 2019 dall'azienda Veneta Diadora, che firmò nel tempo vari contratti di durata variabile come sponsor tecnico dell'Associazione Italiana Arbitri, fornendo ai fischietti nostrani oltre alle divise di gara anche il vario materiale tecnico e di rappresentanza.
Dal 1º luglio 2019 e quindi a partire dalla stagione sportiva 2019/2020, scaduto il contratto con la Diadora durato ben 25 anni e non rinnovato, subentrò come nuovo sponsor tecnico dell'AIA, l'azienda campana Legea, che firmò un contratto triennale di fornitura di abbigliamento di gara e rappresentanza.
Le nuove divise Legea hanno esordito nei campionati italiani a partire dal 1º luglio 2019, e da contratto agli arbitri è fatto divieto di utilizzare le vecchie divise Diadora.
A partire dal 1º Luglio 2023, l'AIA cambia ancora sponsor tecnico. Infatti scaduto il contratto con Legea, prologato di un anno causa Covid, e non rinnovato da quest'ultima, subentra ad essa l'azienda Givova.
I colori delle divisa da gara proposte da Legea per la stagione 2019/2020 sono:
- giallo
- nero
- rosso
- blu

Per le stagioni 2017/2018 e 2018/2019 i direttori di gara avevano a disposizione divise di tre colori prodotti dalla Diadora:
- nero
- giallo
- rosa caprifoglio

Le divise hanno i pantaloncini sempre neri, mentre i calzettoni sono dello stesso colore della maglia.
A partire dalla stagione sportiva 2015/2016, gli arbitri appartenenti agli Organi Tecnici Nazionali indossano divise con la sponsorizzazione di Eurovita Assicurazioni.
Dalla stagione sportiva 2016/2017, anche gli arbitri appartenenti agli Organi Tecnici periferici godranno della medesima sponsorizzazione.
Per la stagione 2011/2012 e 2012/2013 gli arbitri hanno a disposizione divise di quattro colori. 
- Nero con fasce frontali bianche, rosse e verdi.
- Giallo fluorescente con fasce frontali bianche, rosse e verdi.
- Viola fluorescente con fasce frontali bianche, rosse e verdi (solo per la stagione 2012/2013).
- Azzurro fluorescente con fasce frontali bianche, rosse e verdi (solo per la stagione 2011/2012).

Tutte le divise hanno il pantaloncino sempre nero, mentre i calzettoni sono dello stesso colore della maglia. Le fasce bianche, rosse e verdi, che simboleggiano il Tricolore italiano, sono per festeggiare il centenario dell'Associazione italiana Arbitri. Inoltre le nuove uniformi possiedono particolari tratti dalle storiche livree della terna arbitrale: il colletto e il risvolto dei calzettoni di colore bianco, sono stati fedelmente riprodotti. Sul petto è ben visibile lo scudetto tricolore simbolo dell'AIA, mentre i pantaloncini sono rigorosamente neri, ma con lo stesso richiamo stilistico che caratterizza la maglia. Sui calzoncini inoltre campeggia il logo del Centenario dell'AIA.
Con l'inizio della nuova stagione la divisa azzurra è stata sostituita da una viola che mantiene però le stesse caratteristiche, fatta eccezione per il logo del centenario, rimosso, rispetto alle divise della passata stagione.
Anche per le stagioni 2009/2010 e 2010/2011 gli arbitri hanno avuto a disposizione tre colori:
- Nero
- Giallo fluorescente
- Ciclamino fluorescente

Tutte le divise avevano il pantaloncino sempre nero, mentre i calzettoni erano dello stesso colore della maglia. L'unica modifica rispetto alle divise del biennio precedente (esclusi i pantaloncini sempre neri) era il particolare delle taschine nere. Invece per la stagione 2008/2009 e 2007/2008 i colori delle divise erano:
- Nero
- Giallo fluorescente
- Rosso fluorescente

Tutte le divise avevano sia i pantaloncini sia i calzettoni dello stesso colore della maglia. Nelle stagioni precedenti, gli arbitri hanno indossato anche il celeste, il bianco, il verde (in varie tonalità) e l'arancione.
Nelle stagioni 2004/2005 2005/2006 e 2006/2007 l'azienda bancaria Ing Direct sponsorizzò l'AIA e quindi sulle maniche delle divise arbitrali fu applicato il famoso logo della zucca arancione.
L'obbligo per l'arbitro di indossare la divisa parte dalla categoria degli Esordienti. Nelle categorie inferiori (Pulcini e Piccoli Amici) l'arbitro può non indossare la divisa (anche perché le partite di queste categorie di solito vengono arbitrate dagli stessi allenatori).
Nelle gare svolte sotto l'egida del CSI o della UISP, le divise sono prodotte dalla Garman.

### Divise degli arbitri internazionali
Per le gare svolte sotto l'egida della UEFA e FIFA, le divise sono prodotte dalla Macron, che subentrò all'Adidas a partire dalla stagione 2019/2020, in vari colori.
Per le gare della UEFA Champions League 2009-2010 sono state create divise ad hoc. I colori sono:
- Arancione
- Nero
- Bianco

Per le altre gare di UEFA e FIFA per il biennio 2010/2012, i colori sono:
- Arancione
- Nero
- Grigio
- Blu
- Rosso

### Cambio divise
In genere le divise degli arbitri vengono mantenute per due stagioni, e al termine della seconda stagione, l'azienda produttrice cambia le divise, anche cambiando solo i vari colori (come nel caso delle divise italiane). Tuttavia l'Associazione Italiana Arbitri, nel presentare le divise in uso per la stagione 2011/2012, ha affermato che le stesse sarebbero rimaste in dotazione per altre tre stagioni; cosa poi non avveratasi, dato che nella stagione 2013/2014 sono state cambiate; nella stagione 2014/2015 vengono utilizzate le divise della stagione precedente.

## Organizzazione arbitrale in Italia
In Italia tutte le gare di calcio, del calcio a 5 e beach soccer, che sono considerate ufficiali (amichevoli comprese) o comunque in ogni caso organizzate o autorizzate dalla FIGC stessa, dalle leghe (LNP, LND, ecc.) o dai sottocomitati regionali, provinciali e locali da essa dipendenti, devono essere obbligatoriamente dirette da arbitri federali designati dal competente organo tecnico dell'Associazione Italiana Arbitri.
Gli organi tecnici riconosciuti dall'Associazione italiana Arbitri si distinguono in diversi livelli: si parte dall'O.T.S. (Organo Tecnico Sezionale) in passato chiamato O.T.P. (Organo Tecnico Provinciale), ossia le singole sezioni arbitrali, che designa le gare di competenza della singola provincia dove ha sede la sezione; O.T.R. (Organo Tecnico Regionale) o comunemente chiamato C.R.A. (Commissione Regionale Arbitri) che designa gare di competenza regionale (come la Promozione); per poi passare agli O.T. Nazionali che passano dalla C.A.N. D, C.A.N. C, fino alla massima serie nazionale la C.A.N. A-B.
In caso della mancanza dell'arbitro designato all'ora di inizio della gara, le società hanno l'obbligo di cercare un altro arbitro federale che può sostituire il collega, secondo le modalità previste dal Regolamento, e in genere si fa ricorso al "Pronto AIA" che è un servizio messo a disposizione dal competente O.T. per poter reperire alla svelta un arbitro, che possa sostituire il collega.
In Italia l'età minima per accedere al corso di formazione per diventare arbitro federale è 14 anni (fino al 2015 15 anni), e la massima 45. Dal 1º luglio 2022 i limiti d'età massimi sono soppressi.
Per divenire arbitri di calcio, l'aspirante dovrà seguire un corso formativo presso una delle numerose sezioni AIA dislocate in tutto il territorio italiano: il corso non ha una durata precisa, ma solitamente si aggira intorno ai 2-3 mesi.
Nel corso di preparazione sono impartite lezioni sia teoriche sia pratiche riguardanti principalmente il regolamento del gioco del calcio da arbitri più esperti.
Al termine del corso, i candidati sostengono un esame di abilitazione, che consiste in una prova scritta e un esame orale sul regolamento; poi, una volta superati gli esami, gli arbitri devono superare dei test atletici riguardanti in genere lo scatto (40 m) e la resistenza (Yo-Yo Test) per poter poi essere successivamente designati.
Una volta divenuti arbitri si riceve una tessera federale FIGC che permette di entrare gratis in tutti gli stadi d'Italia, richiedendo un accredito alla società calcistica di competenza qualche giorno prima della gara per assistere a partite organizzate dalla FIGC nel territorio nazionale. L'arbitro di calcio per continuare a far parte dell'Associazione deve rispettare delle regole ben precise, ad esempio quella di arbitrare un numero minimo di partite durante una stagione calcistica (in genere 15), non assentarsi ingiustificatamente più di quattro volte alle riunioni tecniche della sezione di appartenenza, che si tengono in media ogni quindici giorni: se si violano queste regole si possono ricevere delle sanzioni disciplinari fino al ritiro della tessera che significa l'esclusione a vita dall'associazione.
Gli Organi Tecnici sono chiamati anche "Designatori", poiché essi hanno l'onore di "scegliere" l'arbitro più adatto a dirigere un determinato incontro sostanzialmente con criteri meritocratici mediante i voti degli Osservatori.
Le designazioni degli ufficiali di gara (arbitro, assistenti e osservatori) da parte degli Organi Tecnici dell'AIA, avvengono di norma cinque giorni prima della gara nella categorie dilettantistiche e due giorni prima nelle categorie nazionali.
Con l'esclusione della categorie nazionali (CAN A-B, C e D) dove le designazioni avvengono a "voce" o tramite e-mail / comunicati da parte degli Organi Tecnici, nelle categorie dilettantistiche regionali e provinciali (CRA/CPA e OTS), le designazioni avvengono mediante l'uso di una piattaforma gestionale online denominata "Sinfonia4You".
L'arbitro che verrà designato per una determinata gara, riceverà una e-mail (di solito circa 7 giorni prima) generata automaticamente da Sinfonia4You, con un riepilogo della stessa e lo inviterà ad accedere alla piattaforma per accettarla. Di norma esso avrà a disposizione pochissimi giorni (di solito uno massimo due) per accettare la gara, e in caso di impegni tali da non poter permettere l'accettazione (es. impegni lavorativi, famigliari, ecc.) dovrà tempestivamente avvisare telefonicamente il proprio Organo Tecnico competente, pena la sanzione del "rifiuto ingiustificato". Con cinque rifiuti ingiustificati anche non consecutivi, nella medesima stagione sportiva, l'arbitro è passibile del provvedimento di ritiro tessera.
Due giorni prima della data fissata per la gara, tutte le designazioni degli ufficiali di gara comprese quelle riguardanti le categorie dilettantistiche, amatoriali e giovanili, sono rese pubbliche mediante la pubblicazione delle stesse sul sito web dell'AIA, alla voce "Ultime Designazioni" per poi selezionare la categoria che interessa (divise per Regioni e Province).

## Preparazione atletica
Un arbitro è tenuto a mantenere per tutto l'arco della stagione agonistica, una preparazione fisica adeguata. Come abbiamo detto precedentemente, l'arbitro è tenuto a sostenere dei test fisici di resistenza, ma non solo quando diventa arbitro effettivo. Questi test vengono svolti, di solito due volte a stagione, uno all'inizio dei vari campionati, e un altro a metà stagione (verso gennaio-febbraio), questo per garantire agli arbitri un continuo mantenimento della forma fisica per affrontare al meglio gli impegni stagionali.
In caso di non superamento del test, l'arbitro (o l'assistente) può ricevere una sospensione dalle designazioni fino a un mese, potrà poi riprovare il test nelle date che la sezione di appartenenza metterà a disposizione e se risulterà idoneo potrà continuare ad arbitrare. Nonostante ciò, la potenziale carenza delle forze arbitrali, quando non riesce a coprire efficacemente tutte le designazioni settimanali in un comitato sezionale o regionale, può comportare una deroga delle suddette norme.

## Premi e riconoscimenti
Tra i premi più importanti per gli arbitri italiani abbiamo il premio Giovanni Mauro, per il miglior arbitro della stagione, il premio Giorgio Bernardi (prima chiamato "Premio Florindo Longagnani") per il miglior arbitro esordiente in Serie A, il Premio Sportilia che premia i migliori arbitri e assistenti di linea per categoria di appartenenza; inoltre ogni sezione può assegnare premi e/o riconoscimenti speciali ai propri tesserati.

## La carriera arbitrale
In Italia le categorie della carriera di un arbitro nel calcio a11 sono le seguenti:
- Giovanissimi (Settore Giovanile e Scolastico, età calciatori: 13-14 anni con eventuali fuoriquota) (Arbitro coadiuvato da due assistenti di parte);  OTS
- Allievi (Settore Giovanile e Scolastico, età calciatori: 15-16 anni con eventuali fuoriquota) (Arbitro coadiuvato da due assistenti di parte);  OTS
- Juniores (età calciatori: 17-18-19 anni con eventuali fuoriquota) (Arbitro coadiuvato da due assistenti di parte);   OTS
- Terza Categoria (nessun vincolo anagrafico) (Arbitro coadiuvato da due assistenti di parte);  OTS
- Seconda Categoria (Arbitro coadiuvato da due assistenti di parte);  CRA
- Prima Categoria (Arbitro coadiuvato da due assistenti di parte);  CRA
- Promozione (Terna Arbitrale); CRA
- Eccellenza (Terna Arbitrale); CRA
- C.A.I.- Commissione Arbitri Interregionale (più comunemente chiamata Scambi, consiste nel dirigere gare di Eccellenza e Promozione nelle altre regioni d'Italia; si hanno a disposizione due stagioni per essere promossi all'organo superiore) (Terna Arbitrale);  CAN D
- Serie D (Terna Arbitrale);  CAN D
- Serie C (Terna Arbitrale);  CAN C
- Serie B (arbitro), assistenti e quarto ufficiale;   CAN
- Serie A (arbitro), assistenti, quarto ufficiale, VAR e AVAR;  CAN
- Livello internazionale. UEFA e FIFA

Una volta seguito e superato il corso arbitrale presso le sezioni il neo direttore di gara esordisce nella più bassa categoria, molto probabilmente nei Giovanissimi o negli Esordienti (Se il comitato provinciale prevede l'Arbitro Federale).
Per quanto concerne il Calcio A 5, invece la carriera di un arbitro che desidera cimentarsi in questo sport sono le seguenti:
- Settore Giovanile e Scolastico (età calciatori 14,15,16,17,18 e 19 anni) (Arbitro) OTS
- Serie D (nessun vincolo anagrafico) (Arbitro)  OTS
- Serie C2  (Arbitro da solo)  CRA
- Serie C1 (2 Arbitri e Cronometrista) CRA
- Serie B (2 Arbitri e Cronometrista) CAN 5
- Serie A2 (2 Arbitri, Cronometrista e Terzo Arbitro) CAN 5
- Serie A (2 Arbitri, Cronometrista e Terzo Arbitro) CAN 5 ELITE
- Livello Internazionale UEFA e FIFA

## La figura del dirigente arbitro
Come già detto in precedenza, in Italia, tutte le gare che sono considerate ufficiali (amichevoli comprese) o comunque in ogni caso organizzate o autorizzate dalla FIGC, dalle leghe o dai comitati locali da essa dipendenti, devono essere obbligatoriamente dirette da arbitri federali designati dal competente organo tecnico dell'Associazione Italiana Arbitri.
Però, a causa del numero insufficiente di arbitri federali, e quindi per sopperire a tale mancanza ed evitare il rinvio delle gare, in alcuni campionati della attività di base, giovanile e amatoriale, la F.I.G.C. tramite le proprie delegazioni periferiche, può autorizzare un dirigente tesserato per la società ospitante (che gioca in casa), o in rari casi della ospite, a ricoprire il ruolo del direttore di gara.
Questo dirigente è comunemente chiamato "Dirigente arbitro".
Questa figura è presente, in alcune regioni in cui non ci sono abbastanza arbitri federali, fino alla categoria giovanile degli esordienti.
Per le categorie dei pulcini e piccoli amici, tutto ciò non avviene; infatti, sarà un semplice istruttore a dirigere la gara, senza per altro indossare la divisa e utilizzare i cartellini gialli e rossi.
Oltre che alle già citate gare giovanili, in tutte quelle gare, ad esempio partite di beneficenza, amichevoli o tornei, non organizzate o autorizzate dalla FIGC, il dirigente arbitro è chiamato a sostituire l'arbitro AIA.